# 埃尔斯沃思·亨廷顿
埃尔斯沃思·亨廷顿（英語：Ellsworth Huntington，1876年9月16日—1947年10月17日），20世纪初耶鲁大学的地理学教授，以研究环境决定论/气候决定论、经济增长、经济地理学和科学种族主义而闻名。他曾于1917年担任美国生态学会主席，1923年担任美国地理学家协会主席，1934年至1938年担任美国优生学会董事会主席。